# God of War III
God of War III je akční adventura z roku 2010, kterou vyvinulo Santa Monica Studio a vydala společnost Sony Computer Entertainment. Vyšla 16. března 2010 pro PlayStation 3 a je pátým dílem série God of War, chronologicky sedmým a pokračováním hry God of War II z roku 2007.

## Hratelnost
Hratelnost je podobná jako v předchozích dílech a zaměřuje se na boj založený na kombech. Využívá quick time eventy, kdy hráč jedná v rychlém časovém sledu, aby porazil silné nepřátele a bossy.
Hráč může jako alternativní bojové možnosti použít až čtyři magické útoky a schopnost zvyšující sílu. Hra obsahuje hádanky a prvky plošinovek. Oproti předchozím dílům nabízí God of War III přepracovaný systém magie, více nepřátel, nové úhly kamery a stahovatelný obsah.

## Příběh
Hra vychází z řecké mytologie a odehrává se ve starověkém Řecku, přičemž jejím ústředním motivem je pomsta. Hlavním hrdinou je bývalý bůh války Kratos. Ten se dozví, že bůh Zeus, jenž ho předtím zradil, je jeho otcem. Proto znovu rozpoutá titánomachii a vystoupá na horu Olymp, dokud ho neopustí titánka Gaia. Veden duchem Athény bojuje s nestvůrami, bohy a titány. Hledá Pandóru, bez níž nemůže otevřít Pandořinu skříňku, porazit Dia, ukončit vládu olympských bohů a pomstít se.

## Vydání a ohlasy
Hra byla po vydání velmi kladně hodnocena za grafiku, hratelnost a rozsah, ačkoli děj se setkal se smíšenými ohlasy. Hra získala několik ocenění.
Je to jedna z nejprodávanějších her série God of War a devátá nejprodávanější hra všech dob pro PlayStation 3. K červnu 2012 se jí celosvětově prodalo téměř 5,2 milionu kopií.
Od svého vydání byla také označována za jednu z nejlepších videoher, které kdy byly vytvořeny. V rámci oslav 10. výročí série God of War byla 14. července 2015 vydána remasterovaná verze hry s názvem God of War III Remastered pro PlayStation 4. K červnu 2023 se této remasterované verze prodaly odhadem 4 miliony kopií. Po vydání dalších dvou prequelů vyšlo 20. dubna 2018 přímé pokračování God of War III s prostým názvem God of War, které sloužilo jako restart série a posunulo prostředí do severské mytologie.